# Bill Crump
Bill Crump, né en 1907 et mort en 1979 à Los Angeles, est un saxophoniste de jazz américain. Il apparait notamment sur la fameuse photo A Great Day in Harlem parue en 1959 dans le magazine Esquire.

## Biographie
Bill Crump n'est pas qu'une apparition mystérieuse sur une photo de groupe de jazzmen, dont certains ont prétendu plus tard ne se souvenir qu'imparfaitement. En effet, avant même son installation à New York, Bill Crump dispose, à Buffalo, d'un jazz band qui lui est propre. À l'époque contemporaine de la prise du cliché, il est instrumentiste dans l'orchestre permanent de l'Apollo Theater, ce qui ne l'empêchera pas de partir en tournée, notamment avec Johnny Hodges, comme deuxième saxo alto, mais également avec Billy Eckstine, Pearl Bailey ou encore Sam Cooke. Contrairement à ce que certains critiques ou biographes ont pu prétendre, au-delà de son référencement comme flûtiste au Local 802 de New York, il a bel et bien enregistré, en qualité de saxophoniste, aux côtés d'Erskine Hawkins et de son jazz band.
Par la suite, il retourne jouer à Buffalo puis se produit plus durablement à Las Vegas, dans la plupart des big bands des grands hôtels. C'est dans cette ville qu'il meurt en 1979, âgé de 71 ans.

## Regard critique
Un critique a fait observer qu'il y avait une sorte de logique, d'hommage particulier à le voir figurer dans le cliché A Great Day in Harlem : le sens de sa présence consistant à faire de lui le représentant, le souvenir, sur la photo, de nombreux autres artisans du jazz qui ont peiné à vivre de la musique qu'ils jouaient ; « ils font tous partie de la famille », conclut-il.